# Chapelle Saint-They
Entre la baie des Trépassés et la pointe du Van, la chapelle de Saint-They, la plus vaste des chapelles de Cléden, surplombe le raz de Sein au bord de la falaise.
Cette chapelle fait l’objet d’un classement au titre des monuments historiques depuis 1914.

## Description
À l'origine, la chapelle Saint-They a été construite au XVIIe siècle à l'emplacement d'une chapelle plus ancienne qui tombait en ruine, trace des civilisations qui se sont succédé sur ce rivage. Cette chapelle est dédiée à saint They, un saint peu connu du début du IVe siècle qui aurait été un disciple de saint Guénolé à l'abbaye de Landévennec,.
À l'extérieur, on trouve des murs de l'enclos entourant l'église ainsi qu'une croix monumentale tronquée de 1772 exposant deux statues géminées dédiées à Saint Jacques.
À l’intérieur, le maître-autel en bois sculpté provient de l'église paroissiale et le clocher a supporté de nombreuses cloches dont une provenant d'un échange avec la chapelle de Langroas (près du village de Brézoulous dans la même commune). On prétend, d'ailleurs, que la cloche de la chapelle sonne d'elle-même pour avertir les bateaux du danger approchant et de la nécessité de se mettre sous la protection du saint.
Un couplet d'un vieux cantique à Saint-They exprime bien le souhait de voir tenir la chapelle contre les éléments qui la menacent :

« Ra jomo pell c'hoaz en e za 
Ar chapelig var ribl ar mor 
Ma c'hello sant They divar e zor 
welet ar bageier o treiza... »

« Que demeure longtemps encore debout 
La petite chapelle au bord de la mer 
Afin que puisse St They depuis sa porte 
Voir les bateaux passer... »

Le 1er octobre 2013, peu avant 13h15, la foudre s’est abattue sur la chapelle. Trois des cinq clochetons, au-dessus du clocher ont été touchés et sont tombés au sol. Quelques ardoises de la toiture nord et sud ont également été endommagées. Les services techniques de la commune sont intervenus et les trois clochetons ont été mis à l'abri à l'intérieur de la chapelle.

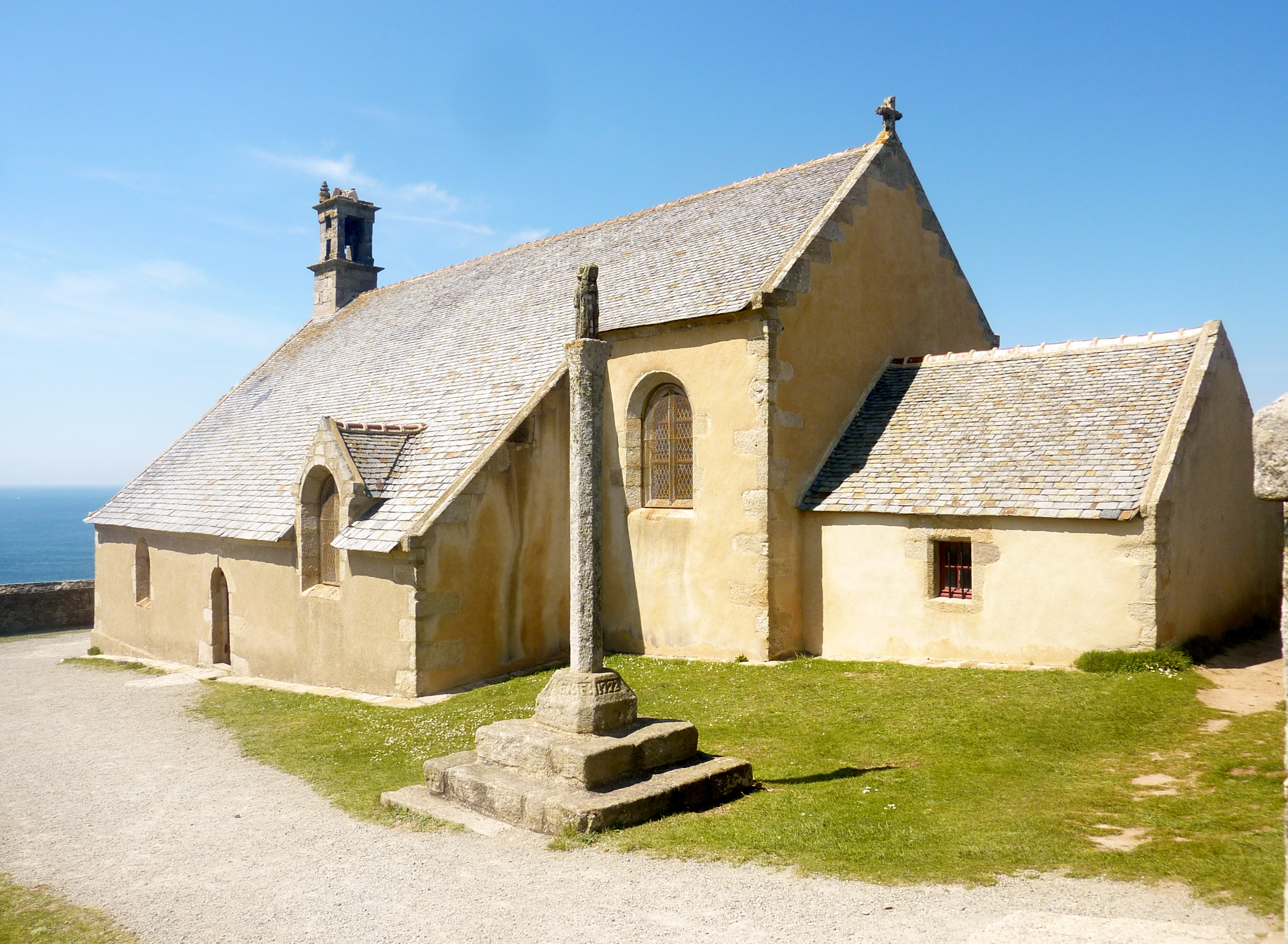
La chapelle Saint-They, vue extérieure d'ensemble.
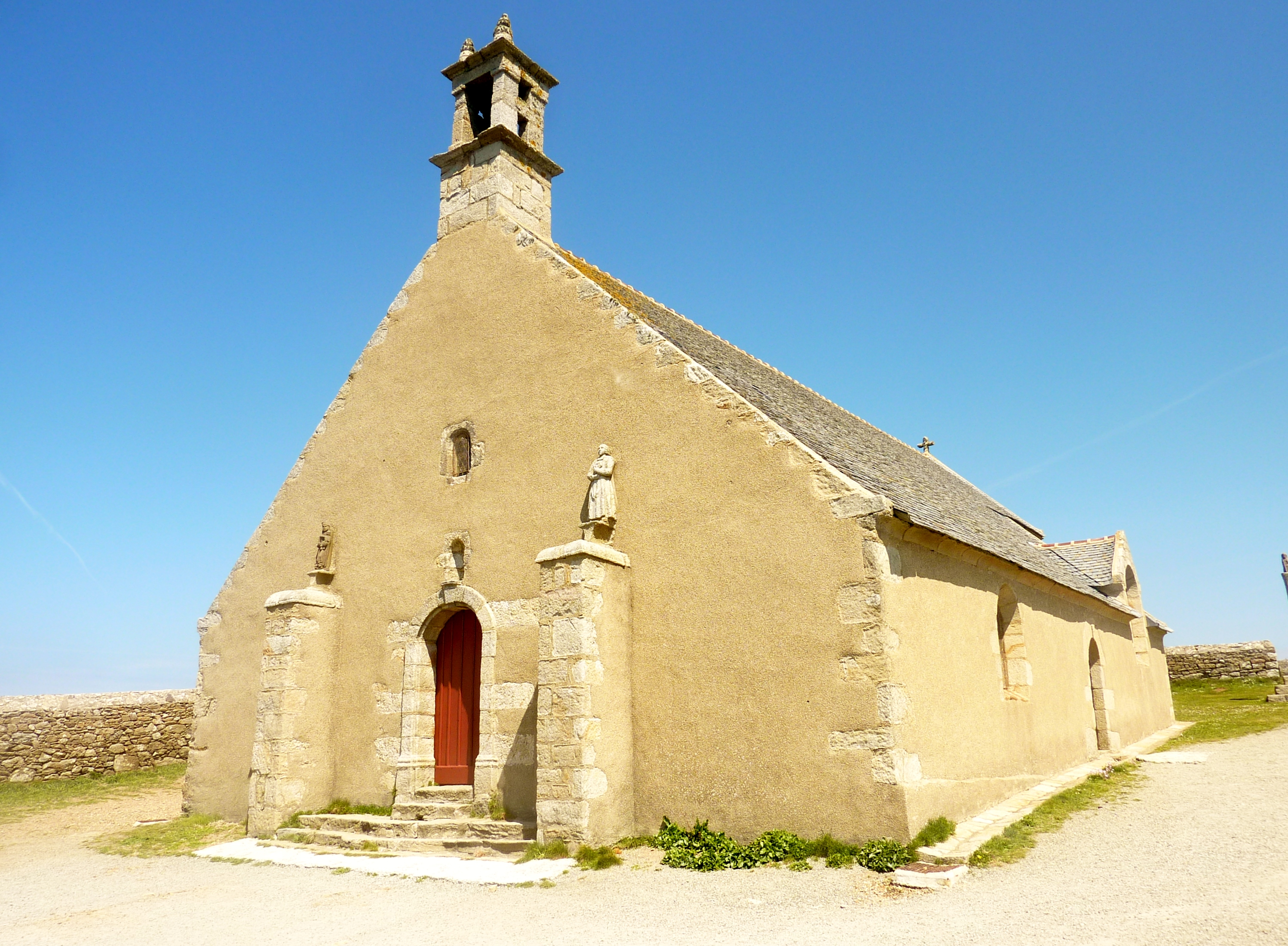
Chapelle Saint-They : la façade.
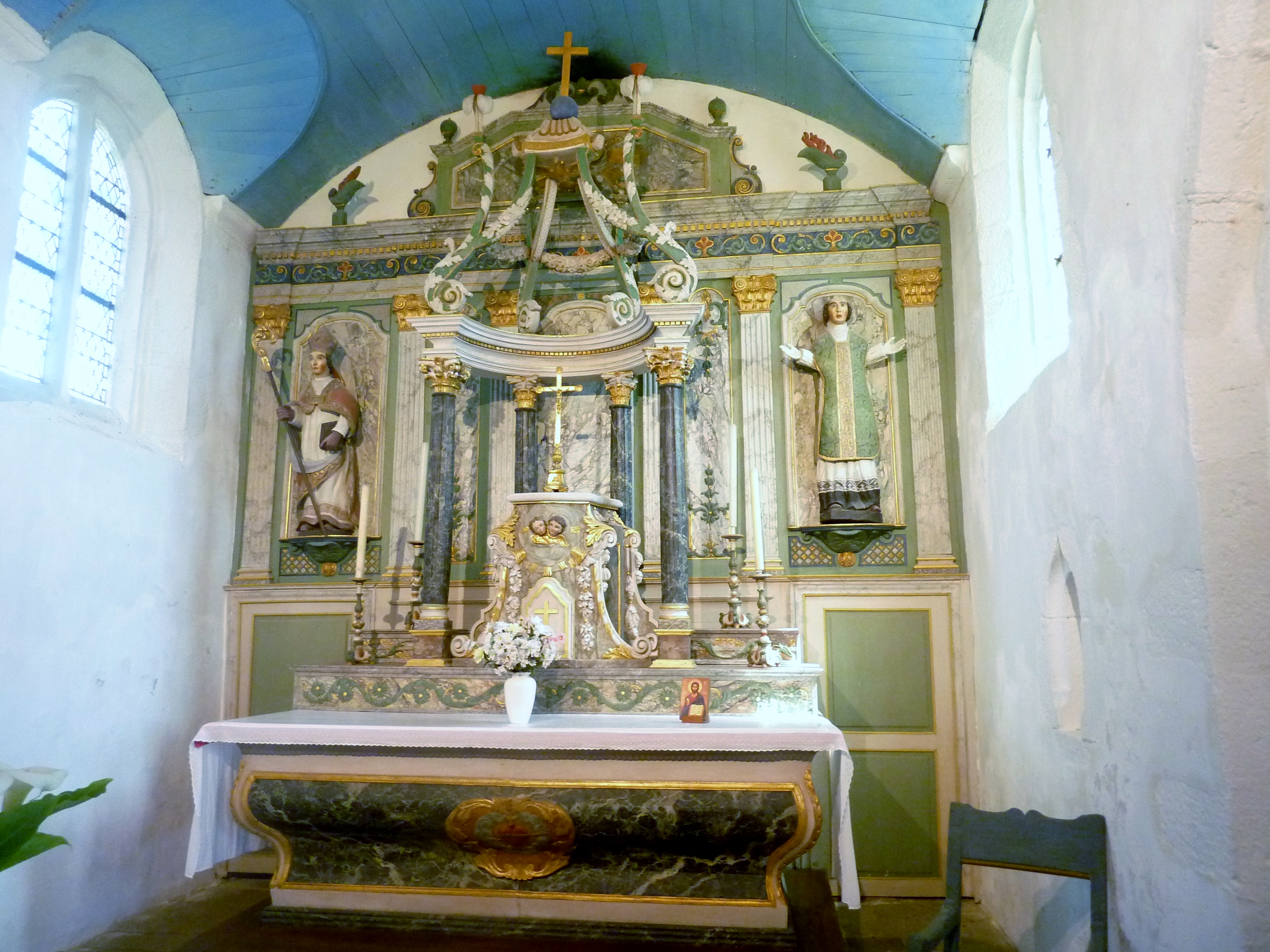
Chapelle Saint-They : le maître-autel.
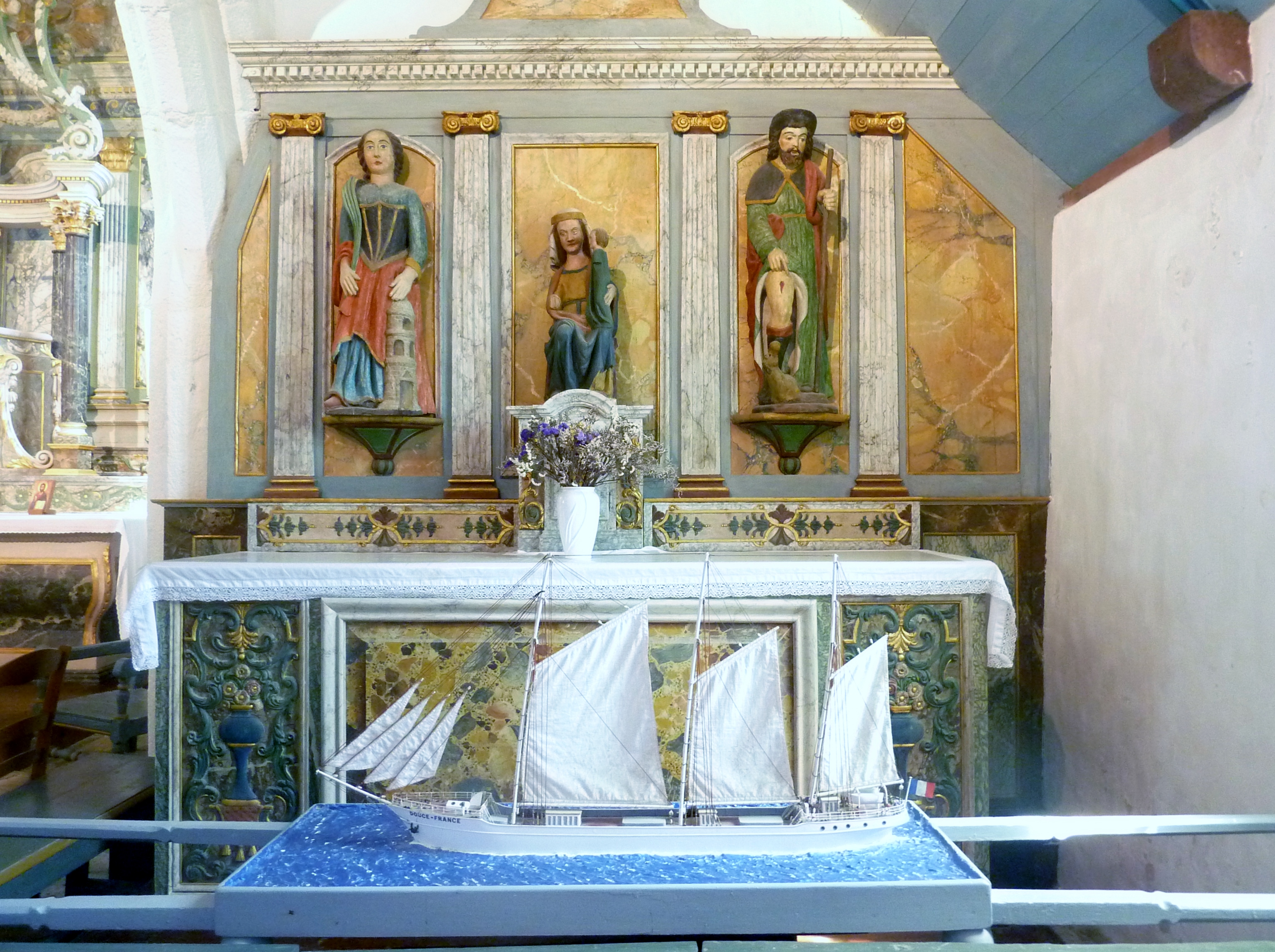
Chapelle Saint-They : autel latéral de droite avec un voilier en ex-voto.
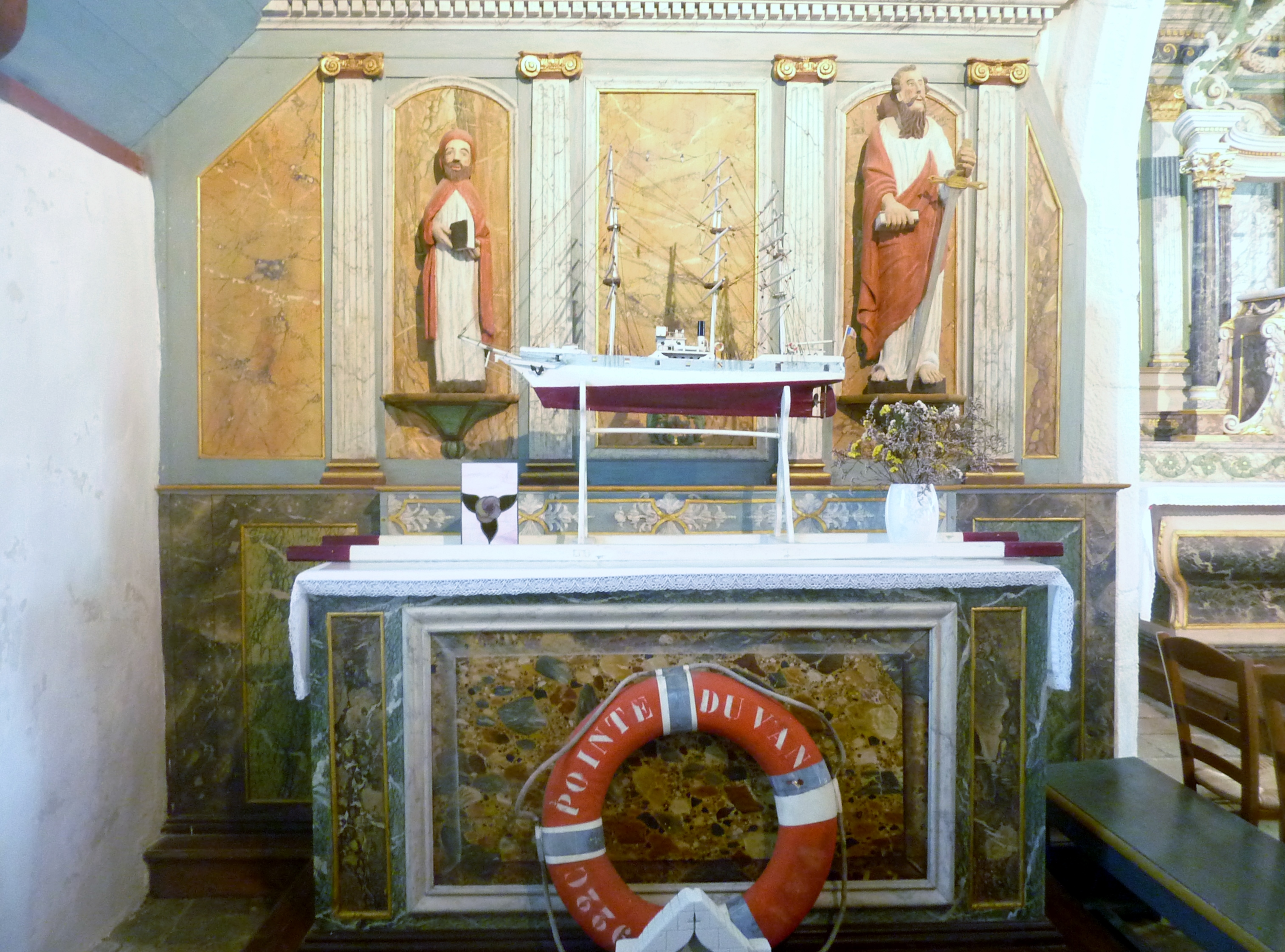
Chapelle Saint-They : autel latéral de gauche avec une bouée de sauvetage en ex-voto.

## Les pardons à Saint-They

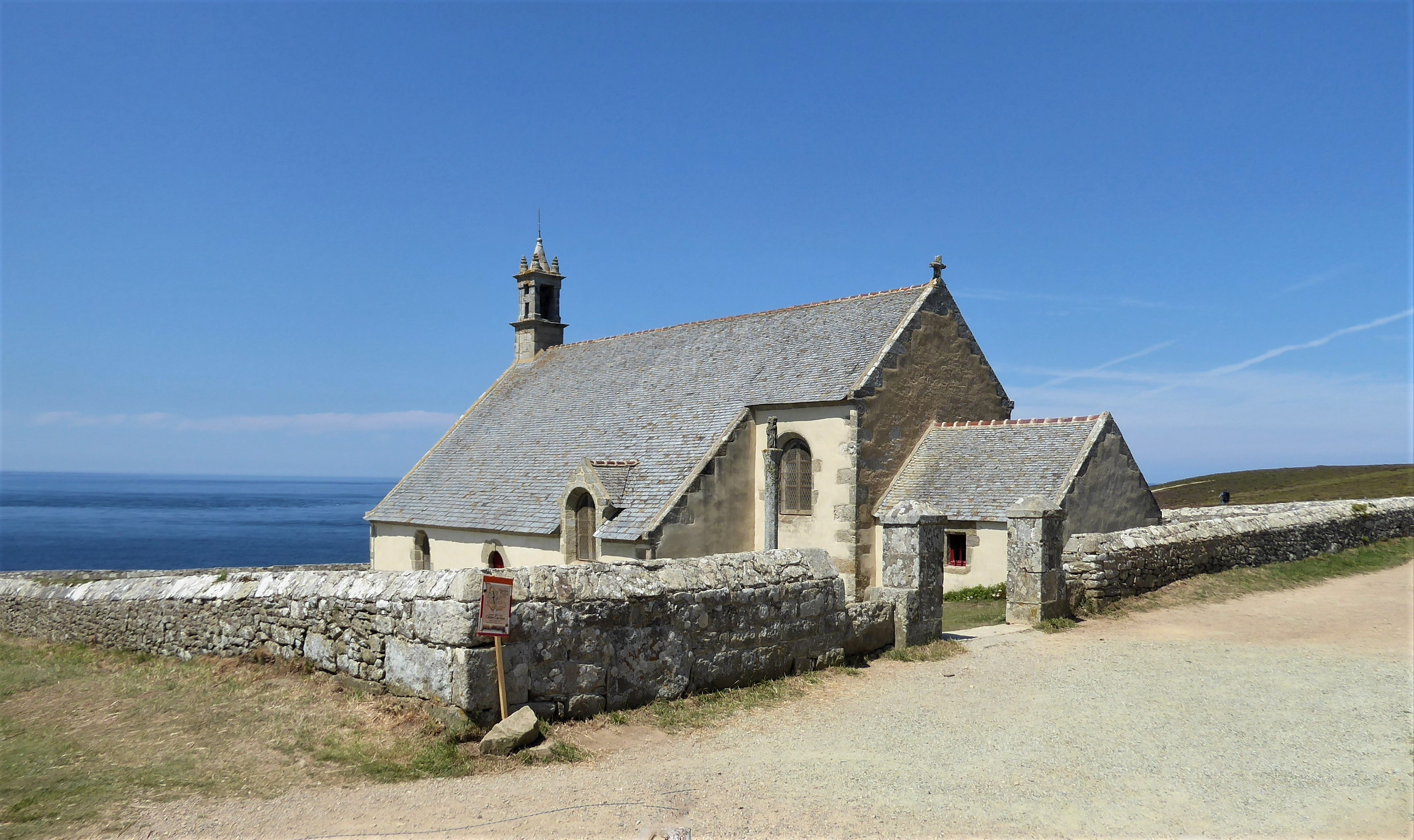
Chapelle Saint-They

Autrefois, quatre pardons avaient lieu à Saint-They : 
- Le dimanche qui suivait la fête de Saint-Roch
- Le dimanche qui précédait la fête de Saint-Mathieu
- Le deuxième dimanche du mois de mai
- Le premier dimanche du mois de juillet, le grand pardon

Au jour du grand pardon, seul qui subsiste à ce jour, les processions de l'Île-de-Sein (qui débarquait au Vorlen) et celle de Cleden se rencontraient le long de la falaise et, après accolade des croix, elles revenaient de concert à la chapelle et, la nuit tombant, la foule campait autour de la chapelle.

## Rénovations
La municipalité, en collaboration étroite avec l'association Sant They Ar Van (dont un membre est présent chaque jour pour tenir l’accueil), a démarré un processus de restauration de la chapelle en 1997 : toiture, enduits, maître-autel, peinture, vitrine sécurisée pour le Christ en albâtre, vitraux, etc.

## Fontaine de dévotion dédiée à saint They
Plus loin, en direction de la baie des Trépassés, se trouve la fontaine de dévotion construite au XVIIe siècle ; la croix surmontant la fontaine et le Saint furent volées vers 1975.